# Chester (Kalifornia)
Chester – jednostka osadnicza w Stanach Zjednoczonych, w stanie Kalifornia, w hrabstwie Plumas.